# الگا آندرسن
الگا آندرسن (انگلیسی: Elga Andersen؛ ‏ ۲ فوریهٔ ۱۹۳۵ – ۷ دسامبر ۱۹۹۴) یک هنرپیشه و خواننده اهل آلمان بود.
از فیلم‌ها یا برنامه‌های تلویزیونی که وی در آنها نقش داشته‌است می‌توان به سلام بر غم، لو مان، یک رابطه همه‌جانبه و آسانسوری به‌سوی قتلگاه اشاره کرد.